# Yamaha YMZ280B
Lo Yamaha YMZ280B, noto come PCMD8, è un sound chip prodotto da Yamaha Corporation. È un sintetizzatore sample-based PCM/ADPCM a otto canali adoperato nell'ambito delle macchine videoludiche, confezionato in un 64-pin QFP.

## Funzionalità
- Fino a 8 suoni (voci) simultanei
- Lunghezze dei dati della forma d'onda di 4 (ADPCM), 8, 16 bits (PCM)
- Stereo output (con un pan a 4 bit/16 livelli per ogni voce)
- Fno a 16 MB di memoria esterna per dati wave
- ROM esterna o memoria SRAM.

L'YMZ280B può utilizzare un oscillatore a cristallo interno funzionante a 16,9344 MHz o essere collegato a una linea di clock principale. Il chip può essere collegato a un massimo di 16 MB di memoria esterna per fornire i dati vocali per la riproduzione del suono. I dati audio possono essere codificati come ADPCM a 4 bit, PCM a 8 bit o PCM a 16 bit, riprodotti in un'ampia gamma di frequenze (fino a 256 passaggi), quindi mixati ed emessi come un primo flusso MSB a complemento a due di dati digitali pensato per essere collegato a un chip DAC complementare come lo YAC513. L'YMZ280B può anche essere collegato a un processore di effetti YSS225 (EP), consentendo l'ulteriore elaborazione di due degli 8 canali.